# Every Sunday
Every Sunday è un cortometraggio del 1936 diretto da Felix E. Feist.